# Sopite syndrom
Sopite syndrom, latin: sopire, "at lægge sig til at hvile, at lægge sig til at sove") er en neurologisk sygdom, der vedrører symptomer på træthed, døsighed og humørsvingninger, gennem længere perioder med bevægelse. Sopite syndrom er blevet tilskrevet bevægelsesinduceret døsighed, i stil med når en baby vugges.  Forskerne Graybiel og Knepton brugte første gang terminologien "the sopite syndrome" som en reference til den eneste manifestation på bevægelsessyge, selvom om andre forskere har refereret til det som "Sopite syndrome."

## Klassifikation
Sopite syndrom er klassificeret som et symptom-kompleks centreret omkring døsighed. Det kan adskilles fra almindelig træthed. Forskere har tidligere studeret fænomenet gennem brug af roterende rum. Hvor forsøgspersoner, der tidligere havde udvist minimal følsomhed overfor almindelig bevægelsessyge og træthed (i dette konkrete forsøg var forsøgspersonerne fire militærofficerer), var hyret til at bo i roterende rum i adskillige dage, de udviste flere tegn på døsighed, såsom gaben og hyppige nap/lure. Til trods for flere forskellige aktiviteter designet til at fremme opmærksomhed og spænding, så udviste personerne faldende motivation til socialisering eller fysiske aktiviteter. Flere af disse symptomer kan tilskrives balanceorganets stimulering af roterende rum.

## Tegn og symptomer
Flere symptomer kan associeres med sopite syndrom.  Typisk respons inkluderer:
- Døsighed
- Gaben
- Ulyst til arbejde
- Mangel på social deltagelse
- Humørsvingninger
- Apati
- Søvnforstyrrelser
- Andre træthedsrelaterede symptomer

Sopite syndrom kan adskilles fra andre manifestationer af bevægelsessyge (fx kvalme og svimmelhed) på den måde, at det kan opstå før de øvrige symptomer på bevægelsessyge eller under deres fravær.  Sopite syndrom kan fortsætte selv efter at de øvrige bevægelsessyge-symptomer er ophørte.